# Gus Bivona
Gus Peter Bivona (*  25. November 1915 in North London (Connecticut); † 5. Januar 1996 in Woodland Hills (Los Angeles)) war ein US-amerikanischer Jazz-Klarinettist, Altsaxophonist und Bandleader.

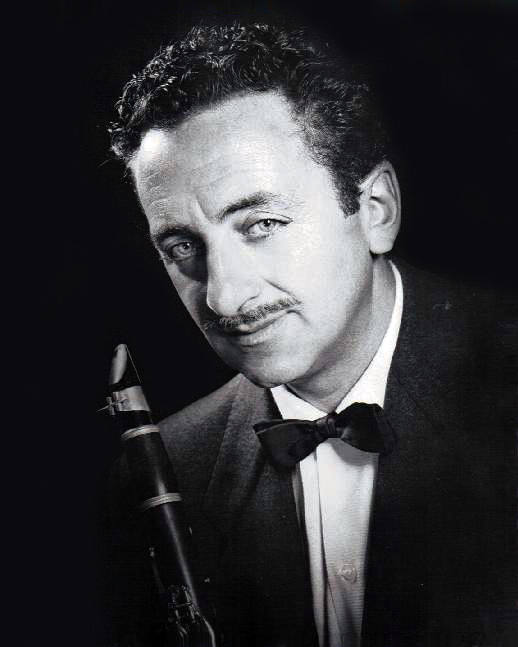
Gus Bivona

Bivonas Eltern waren Musiker, seine Mutter spielte Klavier, sein Vater war Gitarrist. Bivona lernte zuerst Geige und wechselte dann zu Klarinette und Altsaxophon. Er begann professionell in der Band von Spider Johnson zu spielen, spielte im Brunswick Orchestra von Leo Scalzi, im Jimmy Monaco Orchestra in New York City, dem Hudson-DeLange Orchestra, 1938 bei Bunny Berigan (mit dem er aufnahm) und Ende des Jahrzehnts mit Will Hudson und Teddy Powell, der ihn als Solisten förderte. 1940 leitete er kurze eine eigene Band, um Ende des Jahres bis Frühjahr 1941 bei Benny Goodman zu weilen. Er spielte bei Jan Savitt und Les Brown, bevor er im Zweiten Weltkrieg in der Naval Air Force Band war. 1945 spielte er in mit Tommy Dorsey und 1946 bei Bob Crosby.
Ab 1947 war er Studiomusiker bei MGM. In den 1950er Jahren begann seine Zusammenarbeit mit Steve Allen, unter anderem im Roundtable in New York City (Album At the Roundtable 1958) und nahm mit ihm auf (unter anderem Music for Swingers 1957). Er hatte Ende der 1950er Jahre und Anfang der 1960er Jahre eine eigene (Big)Band, mit der er in Kalifornien auftrat und mehrere Alben bei Mercury und Warner aufnahm. In den 1970ern nahm er unter anderem mit Terry Gibbs und dem Gitarristen Geoff Muldaur auf.
Neben Klarinette und Altsaxophon spielte er Flöte.

## Lexikalische Einträge
- Leonard Feather, Ira Gitler: The Biographical Encyclopedia of Jazz. Oxford University Press, New York 1999, ISBN 0-19-532000-X.